# Tieshan (socken i Kina, Heilongjiang)
Tieshan (kinesiska: 铁山, 铁山乡) är en socken i Kina. Den ligger i provinsen Heilongjiang, i den nordöstra delen av landet, omkring 350 kilometer öster om provinshuvudstaden Harbin. Antalet invånare är 22 224. Befolkningen består av 10 472 kvinnor och 11 752 män. Barn under 15 år utgör 12,0 %, vuxna 15-64 år 80 %, och äldre över 65 år 6,0 %.
Genomsnittlig årsnederbörd är 747 millimeter. Den regnigaste månaden är juli, med i genomsnitt 159 mm nederbörd, och den torraste är januari, med 3 mm nederbörd.